# Ghuskun
Ghuskun (nep. धुस्कुन) – gaun wikas samiti w środkowej części Nepalu  w strefie Bagmati w dystrykcie Sindhupalchowk. Według nepalskiego spisu powszechnego z 2001 roku liczył on 728 gospodarstw domowych i 3743 mieszkańców (1884 kobiet i 1859 mężczyzn).